# Wereldkampioenschap testcricket
Het wereldkampioenschap testcricket is een cricketcompetitie om de wereldtitel in de spelvorm testcricket. Aan de competitie doen de beste landen mee die de testcricket-status hebben, de hoogste status in het cricket. De organisatie is in handen van de International Cricket Council. 
De competitie, met uit- en thuiswedstrijden, beslaat meerdere kalenderjaren; de eerste wedstrijden van de eerste editie zijn in 2019 gespeeld, de competitie wordt afgesloten met een finale in 2021. De reguliere testwedstrijden tussen de WK-deelnemers tellen mee in dit wereldkampioenschap, waaronder ook de 2019-editie van de prestigieuze The Ashes. Het competitieschema is zo opgesteld dat elk van de negen deelnemers drie tests thuis en drie tests uit speelt tegen verschillende tegenstanders. Daardoor zal elk land niet tegen twee andere WK-deelnemers spelen. 
Elke test kan uit twee, drie, vier of vijf meerdaagse wedstrijden bestaan. Op basis van de resultaten in deze wedstrijden verdelen de twee landen per test 120 punten.  

## Editie 2019-2021
De eerste editie loopt van 2019 tot en met 2021. Negen landen doen mee; de hoogst geklasseerde testlanden. Dit zijn:
- Australië
- Bangladesh
- Engeland
- India
- Nieuw-Zeeland
- Pakistan
- Sri Lanka
- West-Indië
- Zuid-Afrika

De andere drie testlanden,  Afghanistan,  Ierland en  Zimbabwe, mogen niet mee doen. Ze mogen wel in deze periode tests spelen, ook tegen WK-deelnemers. 
De twee landen die de meeste punten behalen, spelen de finale. Deze staat gepland in juni 2021 op de Lord's Cricket Ground in Londen.
Regulier wereldkampioenschap (One Day International)
Wereldkampioenschap Twenty20

Wereldkampioenschap testcricket